# ملعب نقش جهان
ملعب نقش جهان (بالفارسية: ورزشگاه نقش جهان)، هو ملعب إيراني لكرة القدم، تأسس الملعب سنة 2003، ويقع مقره في مدينة اصفهان، وعدد مقاعد الجماهير نحو 75 ألف نسمة، ويملكه نادي نادي سباهان أصفهان، حيث يستضيف الملعب مباريات الاتحاد الإيراني لكرة القدم وبطولة دوري أبطال آسيا.